# 파인먼-카츠 공식
확률론에서 파인먼-카츠 공식(Feynman-Kac公式, 영어: Feynman–Kac formula)은 확률 미분 방정식과 편미분 방정식이 어떤 관계를 맺고 있는지를 나타낸 공식이다. 이 공식을 통해 특정 확률 미분 방정식을 만족시키는 확률 과정을 찾기 위해서 어떤 편미분 방정식을 풀어야 하는지를 알 수 있으며, 따라서 이 공식은 금융공학에서 어떤 자산이 이토 확률 과정을 따르는 것으로 가정했을 때 이 자산을 기초자산으로 하는 파생상품의 가격을 어떻게 구해야 하는지에 대한 해답을 찾기 위한 도구로 유용하게 쓰이고 있다.
파인먼-카츠 공식의 기본적인 근거는 어떤 함수 {\displaystyle g(x,t)}가 마팅게일일 경우 미분 계수 {\displaystyle \mathrm {d} g(x,t)}에서 시간 {\displaystyle t}에 대한 변화율을 나타내는 항인 {\displaystyle \mathrm {d} t}가 반드시 0이라는 데 있다. 따라서 만약 {\displaystyle \mathrm {d} g/\mathrm {d} t}를 0으로 만들 수 있는 편미분 방정식을 찾을 수 있다면 이를 풀이함으로써 {\displaystyle g}를 발견할 수 있다는 것이 파인먼-카츠 공식의 핵심적인 내용이다. 이 공식은 초기 조건 {\displaystyle X(t)=x}가 주어진 이토 확률 과정 {\displaystyle X(u)}에 대한 보렐 가측 함수 {\displaystyle f(X(u))}가 시점 {\displaystyle T}에 갖는 값에 대한 시점 {\displaystyle t}의 기댓값 {\displaystyle g(X(t),t)}가 마팅게일임을 이용하여 {\displaystyle g}를 찾아내기 위해서 풀어야 할 편미분 방정식과 풀이에 필요한 최종 조건을 밝혀낸다.

## 정의
다음이 주어졌다고 하자.
- 확률 공간 {\displaystyle \Omega }
- 유클리드 공간 {\displaystyle \mathbb {R} ^{n}}. 그 벡터 지표를 {\displaystyle (-)^{i}}로 나타내자 ({\displaystyle i\in \{1,2,\dotsc ,n\}}).
- {\displaystyle \Omega } 위의 위너 확률 과정 {\displaystyle W^{j}\colon \Omega \times [0,T]\to \mathbb {R} ^{n}}
- {\displaystyle W}에 대한 이토 확률 과정 {\displaystyle \mathrm {d} X^{i}(t)=\mu ^{i}(X(t),t)\,\mathrm {d} t+\sigma ^{i}{}_{j}(X(t),t)\,\mathrm {d} W^{j}(t)}
- 보렐 가측 함수 {\displaystyle f\colon \mathbb {R} ^{n}\to \mathbb {R} }
- 보렐 가측 함수 {\displaystyle h\colon \mathbb {R} ^{n}\times [0,T]\to \mathbb {R} }
- 보렐 가측 함수 {\displaystyle V\colon \mathbb {R} ^{n}\times [0,T]\to \mathbb {R} }. 이는 퍼텐셜에 해당한다.

이제, 다음과 같은 확률 과정을 정의하자.
{\displaystyle G\colon \Omega \times [0,T]\to \mathbb {R} }
{\displaystyle G(t)=f(X(T))\exp \left(-\int _{t}^{T}V(X(s),s)\,\mathrm {d} s\right)+\int _{t}^{T}\mathrm {d} s\,h(X(s),s)\exp \left(-\int _{t}^{s}\mathrm {d} r\,V(X(r),r)\right)}
특히,
{\displaystyle G(T)=f(X(T))}
이다.
이제, 그 조건부 기댓값을 정의하자.
{\displaystyle g(x,t)=\mathbb {E} \left[G(t)|X(t)=x\right]}
이 함수가 유계 함수라고 하자. 특히,
{\displaystyle g(x,T)=\mathbb {E} [f(X(T))|X(T)=x]=f(x)}
이다.
그렇다면, 이는 다음 2차 선형 비동차 편미분 방정식을 만족시킨다.
{\displaystyle \left({\frac {\partial }{\partial t}}+\sum _{j}\mu ^{j}(x,t){\frac {\partial }{\partial x^{j}}}+{\frac {1}{2}}\sum _{i,j,k}\sigma ^{i}{}_{k}(x,t)\sigma ^{j}{}_{k}(x,t){\frac {\partial ^{2}}{\partial x^{i}\partial x^{j}}}-V(x,t)\right)g(x,t)+h(x,t)=0}
아인슈타인 표기법으로 합 기호를 생략하면, 이는 다음과 같다.
{\displaystyle \left({\frac {\partial }{\partial t}}+\mu ^{j}(x,t)\partial _{j}+{\frac {1}{2}}\delta ^{kl}\sigma ^{i}{}_{k}(x,t)\sigma ^{j}{}_{l}(x,t)\partial _{i}\partial _{j}-V(x,t)\right)g(x,t)+h(x,t)=0}
특히, 만약 {\displaystyle h=V=0}인 경우 {\displaystyle G}는 시간에 의존하지 않는 확률 과정, 즉 확률 변수가 된다.
{\displaystyle G_{t}=f(X(T))}
이 경우
{\displaystyle g(x,t)=\mathbb {E} \left[f(X(T))|X(t)=x\right]}
이다.

### 리만 다양체의 경우
리만 다양체의 경우, 다음과 같은 파인먼-카츠 공식이 존재한다. 다음이 주어졌다고 하자.
- {\displaystyle n}차원 연결 리만 다양체 {\displaystyle (M,g)}. 그 벡터 지표를 {\displaystyle (-)^{i}}로 나타내자 ({\displaystyle i\in \{1,2,\dotsc ,n\}})
- 점 {\displaystyle x_{0}\in M} (초기 조건)
- 양의 실수 {\displaystyle T>0} (최종 시각)

그렇다면, 초기 조건이 {\displaystyle x_{0}}인 연속 함수로 구성된 바나흐 공간
{\displaystyle {\mathcal {C}}_{x_{0}}^{0}([0,T],M)=\{f\in {\mathcal {C}}_{0}^{0}([0,T],M)\colon f(0)=x_{0}\}}
을 생각하자. 그 속에 소볼레프 공간인 캐머런-마틴 공간
{\displaystyle \operatorname {W} _{x_{0}}^{1,2}([0,T],M,g)=\left\{f\in {\mathcal {C}}_{x_{0}}^{0}([0,T],M)\colon \int _{0}^{T}g_{f(t)}({\dot {f}}(t),{\dot {f}}(t))\,\mathrm {d} t<\infty \right\}}
을 부여하면, 이는 위너 공간을 이룬다. 즉, {\displaystyle {\mathcal {C}}_{x_{0}}^{0}([0,T],M)} 위에, 열핵으로 유도되는 위너 확률 측도 {\displaystyle \mathrm {d} W_{x_{0}}}가 존재한다.
또한, 임의의 {\displaystyle x_{T}\in M} (최종 조건)에 대하여, 마찬가지로
{\displaystyle {\mathcal {C}}_{x_{0},x_{T}}^{0}([0,T],M)=\{f\in {\mathcal {C}}_{0}^{0}([0,T],M)\colon f(0)=x_{0},f(T)=x_{T}\}}
를 생각하자. 이 경우도 마찬가지로 캐머런-마틴 공간
{\displaystyle \operatorname {W} _{x_{0},x_{T}}^{1,2}([0,T],M,g)=\operatorname {W} _{x_{0}}^{1,2}([0,T],M,g)\cap \operatorname {C} ^{0}{x_{0},x_{T}}([0,T],M)}
을 통하여 위너 공간을 이루며, 이는 {\displaystyle {\mathcal {C}}_{x_{0}}^{0}([0,T],M)} 위의 확률 측도의 조건부 확률이다.
이제, 다음이 주어졌다고 하자.
- {\displaystyle V\in \operatorname {L} ^{\infty }(M;\mathbb {R} )} (퍼텐셜 함수)
- {\displaystyle \psi _{0}\in \operatorname {L} ^{2}(M;\mathbb {R} )} (초기 조건)

그렇다면, 실수 힐베르트 공간
{\displaystyle {\mathcal {H}}=\operatorname {L} ^{2}(M;\mathbb {R} )}
위에 자기 수반 작용소인 해밀토니언 연산자
{\displaystyle H=\nabla +V=-g^{ij}\nabla _{i}\nabla _{j}+V}
를 정의할 수 있다. (라플라스-벨트라미 연산자 {\displaystyle \nabla }는 음이 아닌 스펙트럼을 가지므로, {\displaystyle {\mathcal {H}}} 전체로 유일한 프리드릭스 확장(영어: Friedrichs extension)을 갖는다.)
이제, 이에 대한 열 방정식
{\displaystyle \partial _{t}\psi (t,x)=-H\psi (t,x)}
{\displaystyle \psi (0,x)=\psi _{0}(x)}
을 생각할 수 있다. (해석학적 이유로 인하여, 복소수 힐베르트 공간 대신 실수 힐베르트 공간, 슈뢰딩거 방정식 대신 열 방정식을 사용하였다. 물리학에서 이는 시간의 윅 회전에 해당한다.) 힐베르트 공간의 이론으로 인하여, 이는 항상 유일한 해
{\displaystyle \psi (t,x)=\exp(-tH)\psi _{0}(x)}
를 갖는다. 브라-켓 표기법으로 이는
{\displaystyle |\psi \rangle (t)=\exp(-tH)|\psi _{0}\rangle }
{\displaystyle \langle x|\psi \rangle (t)=\langle x|\exp(-tH)|\psi _{0}\rangle }
이다.
파인먼-카츠 공식에 따르면, 이 방정식의 해는 구체적으로 다음과 같이 주어진다.
{\displaystyle \psi (T,x_{0})=\int _{{\mathcal {C}}_{x_{0}}^{0}([0,T],M)}\psi _{0}(x_{0})\exp \left(-\int _{0}^{T}V(f(t))\,\mathrm {d} t\right)\,\mathrm {d} W_{x_{0}}(f)}

## 증명
편의상 {\displaystyle h=V=0}, {\displaystyle n=1}인 경우만을 생각하자.

### g(X(t),t){\displaystyle g(X(t),t)}의 마팅게일 특성
만약 시점 {\displaystyle 0\leq s\leq t\leq T}가 주어졌을 경우, 시점 {\displaystyle s}와 {\displaystyle t}에 {\displaystyle f(X(T))}가 갖는 기댓값은 다음과 같이 나타낼 수 있다.
{\displaystyle \mathbb {E} [f(X(T))\vert {\mathcal {F}}(s)]=g(X(s),s),}

{\displaystyle \mathbb {E} [f(X(T))\vert {\mathcal {F}}(t)]=g(X(t),t)}
이 두 식과 반복 조건(iterated condition)의 법칙을 활용해 시점 {\displaystyle s}에 {\displaystyle g(t,X(t))}가 갖는 기댓값을 다음과 같이 정리할 수 있다.
{\displaystyle {\begin{aligned}\mathbb {E} [g(X(T),t))\vert {\mathcal {F}}(s)]&=\mathbb {E} [\,\mathbb {E} [f(X(T))\vert {\mathcal {F}}(t)]\,\vert {\mathcal {F}}(s)]\\&=\mathbb {E} [f(X(T))\vert {\mathcal {F}}(s)]=g(X(s),s)\end{aligned}}}
따라서 {\displaystyle g(X(t),t)}는 마팅게일이다.

### 편미분 방정식의 도출
이토 확률 과정 {\displaystyle X(u)}에 대한 확률 미분 방정식의 해를 {\displaystyle X(t)}라고 하자. {\displaystyle g(X(t),t)}가 마팅게일이므로 미분 계수 {\displaystyle \mathrm {d} g(X(t),t)}에서 시간 {\displaystyle t}에 대한 변화율을 나타내는 항인 {\displaystyle \mathrm {d} t}는 반드시 0이다. 미분 계수 {\displaystyle \mathrm {d} g(X(t),t)}를 정리하면 다음과 같다.
{\displaystyle {\begin{aligned}\mathrm {d} g(X(t),t)&={\frac {\partial }{\partial t}}g(X(t),t)dt+{\frac {\partial }{\partial x}}g(X(t),t)dX+{\frac {1}{2}}{\frac {\partial ^{2}}{\partial x^{2}}}g(X(t),t)\mathrm {d} X\,\mathrm {d} X\\&={\frac {\partial }{\partial t}}g(X(t),t)\,\mathrm {d} t+\mu {\frac {\partial }{\partial x}}g(X(t),t)\,\mathrm {d} t+\sigma {\frac {\partial }{\partial X}}g(X(t),t)\,\mathrm {d} W(t)+{\frac {1}{2}}\sigma ^{2}{\frac {\partial ^{2}}{\partial x^{2}}}g(X(t),t)\,\mathrm {d} t\\&=\left[{\frac {\partial }{\partial t}}g(X(t),t)+\mu {\frac {\partial }{\partial x}}g(X(t),t)+{\frac {1}{2}}\sigma ^{2}{\frac {\partial ^{2}}{\partial x^{2}}}g(X(t),t)\right]\,\mathrm {d} t+\sigma {\frac {\partial }{\partial x}}g(X(t),t)\,\mathrm {d} W(t)\end{aligned}}}
따라서 항 {\displaystyle \mathrm {d} t}의 계수를 분리해 내면 다음과 같이 모든 {\displaystyle x}에 대해 {\displaystyle g(X(t),t)}가 만족시키는 편미분 방정식을 구할 수 있다.
{\displaystyle {\frac {\partial }{\partial t}}g(x,t)+\mu {\frac {\partial }{\partial x}}g(x,t)+{\frac {1}{2}}\sigma ^{2}{\frac {\partial ^{2}}{\partial x^{2}}}g(x,t)=0}

## 역사
리처드 파인먼과 마레크 카츠(폴란드어: Marek Kac, 영어: Mark Kac, 1914〜1984)의 이름을 땄다.

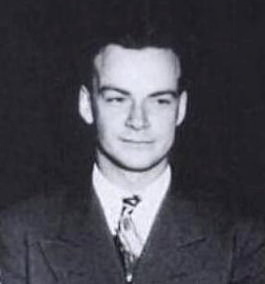
리처드 파인먼
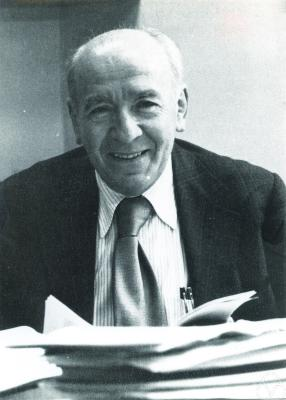
마레크 카츠

파인먼은 이 공식을 양자역학의 경로 적분을 정의하기 위하여 유도하였으나, 엄밀하게 증명하지 않았다. 마레크 카츠가 이 공식의 엄밀한 증명을 1949년에 출판하였다.

## 같이 보기
- 이토의 보조정리
- 기르사노프 정리